# Kim Alexander
Kim Alexander (...) è un'ex cestista statunitense.

## Carriera
Centro di 185 cm, ha giocato in Serie A1 con Termini Imerese.